# Radensdorf (Calau)
Radensdorf, niedersorbisch Radowańk, ist ein Gemeindeteil von Craupe, das Ortsteil der Stadt Calau ist, im Westen des südbrandenburgischen Landkreises Oberspreewald-Lausitz gelegen. Radensdorf gehört zum Kirchspiel Groß Mehßow.
Namensverwandte Orte sind Radensdorf bei Lübben und Radensdorf bei Drebkau.

## Lage

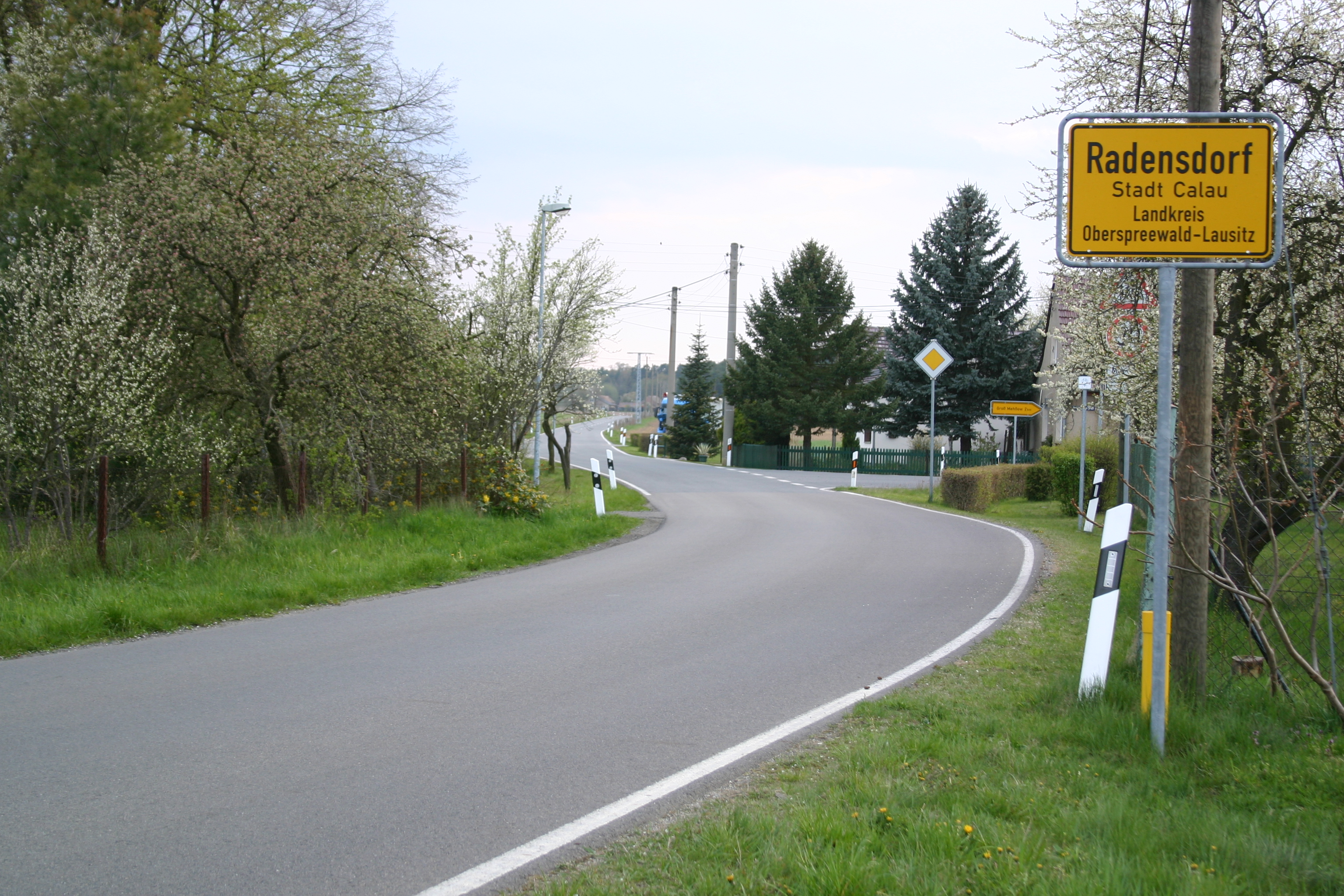
Ortseingang Radensdorf

Radensdorf liegt in der Niederlausitz im Naturpark Niederlausitzer Landrücken. Nördlich des Ortes befindet sich der Calauer Ortsteil Groß Mehßow mit seinem Gemeindeteil Klein Mehßow weiter im Norden folgt der Ort Tugam, welcher bereits im Landkreis Dahme-Spreewald liegt. Im Westen grenzt Radensdorf an den Ort Schrakau, der wie Radensdorf ein Gemeindeteil von Craupe ist, das in östlicher Richtung folgt. Im Südosten liegt Gollmitz.
Radensdorf wurde zwischen zwei ehemals kleinen Sumpfgebieten des Radensdorfer Grabens gegründet. Etwa 200 m südlich des Ortes liegt das Quellgebiet dieses kleinen und kurzen Fließes, das durch den Ort hindurch geht und bereits etwa 300 m nördlich in die Schrake mündet (88 m NN). Während die Ortslage auf einer durchschnittlichen Höhe von 90 m NN liegt, steigt das Gelände in südlicher Richtung zum Niederlausitzer Landrücken an und erreicht mit dem Kleinen und Großen Großmannsberg, die an der Gollmitzer Grenze liegen, Höhen von 132 – 134 m NN. Östlich der Radensdorfer Ortssiedlung konnte durch eine Tiefenbohrung ein etwa 8 m starkes Braunkohleflöz unter einer 32 m dicken Deckschicht nachgewiesen werden.

## Geschichte

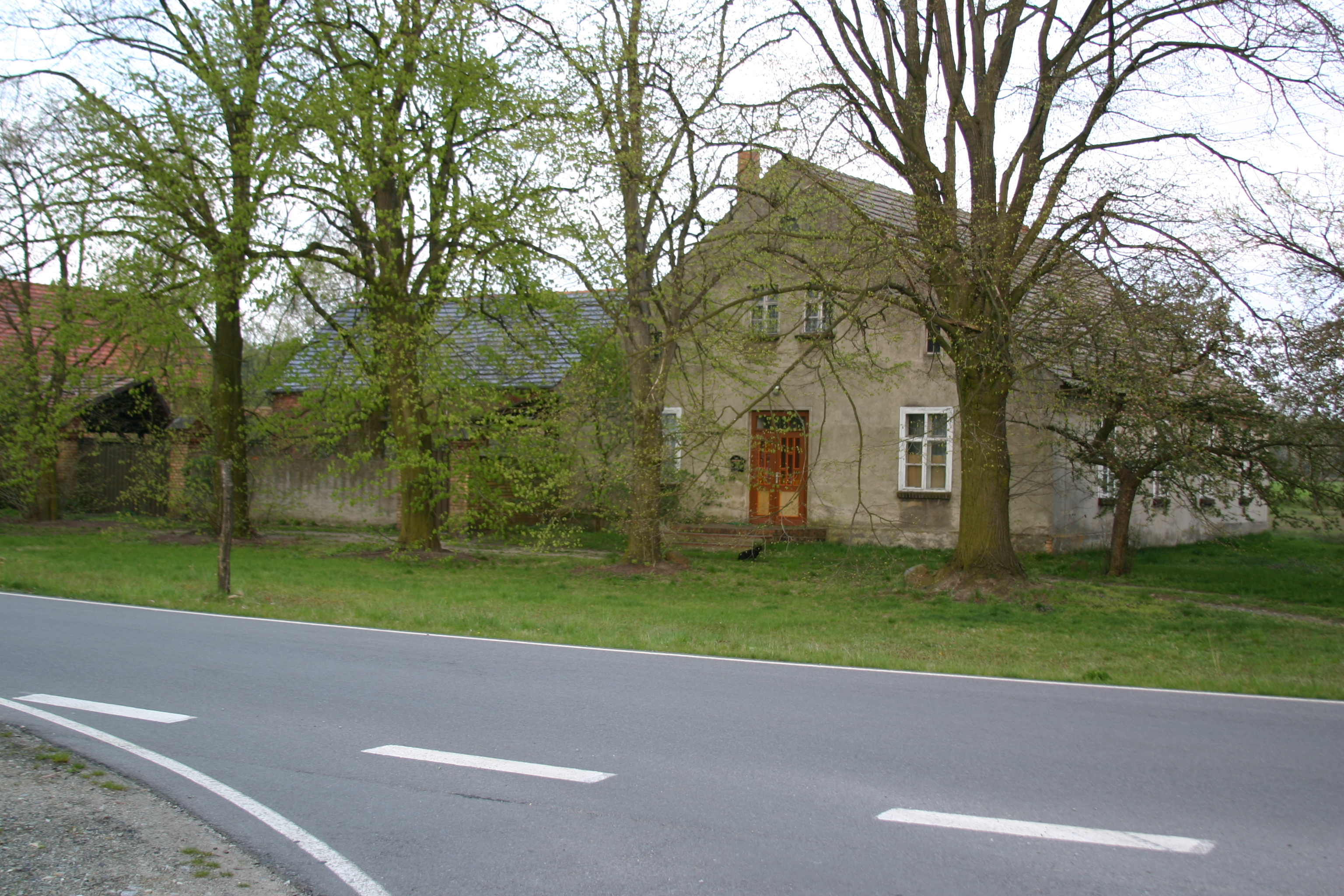
Ehemalige Gastwirtschaft in Radensdorf

Im Jahr 1469 wurde Radensdorf erstmals als Radenstorf erwähnt (Luckauer Urkunde Nr. 230 vom 20. Juli 1469). Die Siedlungsform (Altsiedlung) ist als Sackgasse anzusehen, die spätere Aufsiedlung als Straßendorf. Im ältesten Niederlausitzer Lehnsregister ist der Ort am 26. August 1541 als Rademstorff verzeichnet. Am 20. Juli 1577 erscheint der heutige Name Radensdorf. Die Schreibweise unterlag in den folgenden Jahrhunderten kaum Veränderungen, im Gegensatz zum benachbarten Schrakau. So ist noch die Form Radensdorff bekannt. Die sorbische Namensvariante wurde 1761 als Radowank genannt. Der Name ist auf einen Personennamen mit dem Stamm Rad- zurückzuführen. Arnošt Muka stellt zudem eine Verbindung zu dem Begriff radowaś se = „sich ergötzen“ her.
Die Gemarkungsgröße betrug im Jahr 1900 315 Hektar.
Radensdorf gehörte zur Herrschaft Craupe (von Buxdorf bis 1541, von Polenz 1541, 1577, von Houwald 1811, Beuchel 1843). Letzter Gutsbesitzer war, bis zu dessen Enteignung 1945, Walter Höpke. Bis zum Jahr 1820 war Radensdorf nach Groß Jehser eingepfarrt. Seitdem gehört Radensdorf zur Groß Mehßower Kirche. Radensdorf ist seit Alters her ein reines Bauerndorf, das der Gutsherrschaft in Craupe untertänig war. 1708 wurden 9 Bauerngrundstücke und ein Kossätengrundstück genannt, mit 21 Einwohnern zwischen 12 und 60 Jahren. 1755 gab es in Radensdorf 56 Einwohner: 31 männliche und 25 weibliche. Die Agrarreform im 19. Jahrhundert nannte 4 Bauern, 6 Halbbauern, 1 Kossät und den Mühlenbesitzer. 1818 hatte Radensdorf 69 Einwohner in 12 Häusern. Ob die Mühle und das Grundstück Stoppe, die auf Groß-Mehßower Gebiet lagen, mit eingerechnet wurden, ist nicht bekannt.
Die Ernte auf der Gemarkung betrug 1755: 16.640 Liter Getreide, darunter 2500 Liter Gerste, 2912 Liter Hafer, 286 Liter Erbsen, 2262 Liter Heidekorn (Gemeiner Buchweizen) und Weizen. Weiterhin 770 Liter Lein, 260 Liter Hirse und eine ungenannte Zahl Kartoffeln.
Die Gerichtszugehörigkeit war bis 1849 zum Patrimonialgericht Craupe, von 1850 bis 1878 Kreisgerichtskommission Calau, von 1879 bis 1951 Amtsgericht Calau, dann Landgericht Cottbus.
Im Ergebnis des Wiener Kongresses 1815 kam Radensdorf mit der gesamten Niederlausitz an das Königreich Preußen und gehörte vorerst weiterhin zum Kreis Luckau, seit 1836 dann zum Landkreis Calau. Radensdorf wurde gemeinsam mit Schrakau am 1. Juli 1950 nach Craupe eingemeindet. Nach dem Zweiten Weltkrieg gehörte Radensdorf zum 1952 neugegründeten Kreis Calau. Der Ort gehört zum Kirchenkreis Niederlausitz. Am 31. Dezember 2001 wurde Craupe mit seinen Gemeindeteilen und den Orten Buckow, Gollmitz, Groß Jehser und Zinnitz in die Stadt Calau eingegliedert.

### Einwohnerentwicklung
| Einwohnerentwicklung in Radensdorf von 1846 bis 1946 | Einwohnerentwicklung in Radensdorf von 1846 bis 1946 | Einwohnerentwicklung in Radensdorf von 1846 bis 1946 | Einwohnerentwicklung in Radensdorf von 1846 bis 1946 |
| Jahr                                                 | Einwohner                                            | Jahr                                                 | Einwohner                                            |
| ---------------------------------------------------- | ---------------------------------------------------- | ---------------------------------------------------- | ---------------------------------------------------- |
| 1846                                                 | 96                                                   | 1875                                                 | 78                                                   |
| 1890                                                 | 74                                                   | 1910                                                 | 53                                                   |
| 1925                                                 | 60                                                   | 1933                                                 | 49                                                   |
| 1939                                                 | 41                                                   | 1946                                                 | 70                                                   |

### Radensdorfer Mühle

Ausschnitt aus der Separationskarte von Groß-Mehßow 1828. Die Radensdorfer Mühle und das Grundstück Stoppe sind – erkennbar an der Nummerierung – Groß-Mehßow zugeordnet.

Die Radensdorfer Mühle war die zweite Mühle an der Schrake. Obwohl die Schrake auch durch die Gemarkung von Radensdorf fließt, wurde die Mühle auf Groß Mehßower Gebiet errichtet – hier ergaben sich wohl erst die Voraussetzungen dafür. In jüngerer Vergangenheit (ca. 20. Jahrhundert) wurden diese 2 Grundstücke (das Mühlengrundstück und ein Nachbargrundstück) von Groß Mehßow abgetrennt und an Radensdorf angegliedert.
Die Radensdorfer Mühle war eine Mahl- und Sägemühle. Sie hatte zwei oberschlächtige Wasserräder mit über 3 Meter Durchmesser und 1,20 Meter Breite. Oberhalb der Mühle war die Schrake sehr breit. Zur Verbesserung der Wasserverhältnisse wurde Mitte des 19. Jahrhunderts vor der Mühle ein Teich angelegt und Mühlteich genannt. Man benötigte den Mühlteich, um durch das zusätzliche Wasser mehr Kraft für die Wasserräder zu erhalten. Wenn für die Gattersäge besonders viel Kraft benötigt wurde, um zum Beispiel große Eichen zu sägen, war das zusätzliche Wasser unerlässlich. Außerdem war durch den Mühlteich jetzt oft so viel Wasser vorhanden, dass beide Mühlwerke gleichzeitig betrieben werden konnten.
Die Mahlmühle hatte einen Schrotgang, einen Steingang für Mehl und einen Walzenstuhl. Nachdem das Getreide die Reinigungs- und Schälmaschine passiert hatte, gelangte es zu einem der Mahlgänge. Das Sieben übernahm ein Plansichter. Täglich konnten in der Mühle bis zu eine Tonne Getreide verarbeitet werden. Die Schneidemühle besaß ein eigenes Wasserrad und hatte ein Vertikalgatter mit einer Säge.
1940 wurde der Antrieb beider Mühlen auf Elektromotoren umgestellt, weil die Eigentümer der Grundstücke unterhalb der Mühle ihrer Pflicht, den Bach zu räumen, nicht mehr nachkamen. Die Mahlmühle wurde 1955 stillgelegt und das Sägewerk 20 Jahre später, 1975.
Der erste Nachweis der Radensdorfer Mühle findet sich im Groß Mehßower Kirchenbuch von 1600:  Albin des Müllers von Radensdorf Sohn Christoff getauft. Einige Wochen später stand der Radensdorfer Müller selbst Pate: Den 9. May Peter des Richters von Radensdorf Sohn Christoff getauft. Paten: … Albinus der Müller, …
Weitere Besitzer im 19. und 20. Jahrhundert waren Johann Gottlob Liepack ab 1830, Johann Gottlob Lieske ab 1870, Karl Wilhelm Berthold Mielack ab 1888 und Paul Freund seit 1922.

## Kultur und Sehenswürdigkeiten
Der Radwanderweg Niederlausitzer Bergbautour führt durch den Ort.

## Wirtschaft und Infrastruktur
Östlich von Radensdorf verläuft die Bundesautobahn A13.